# 林知延
林知延（1969年4月2日—），台灣銀行家，為板橋林家成員，現任華南銀行副董事長及華南金控董事。

## 生平
林知延出生於板橋，是板橋林家第八代成員。父親是華南金控前董事長林明成，母親是來自基隆顏家的顏絢美。
林知延曾任日本水星資產管理顧問公司基金經理人、中華民國證券分析師，於2000年進入華南銀行董事會，2001年兼任華南金控董事。
2011年4月21日，林知延跟新光金控董事長吳東進長女吳欣盈結婚。2013年7月林知延向臺北地院提起離婚訴訟，2017年5月24日一審林敗訴。
2019年1月9日臺灣高等法院判決離婚。兩人於同年3月初離婚。而林知延與律師劉宗欣被吳欣盈指控在她座車上裝GPS監控並跟監偷拍，涉及妨害祕密罪。
一審林知延被判無罪。4月2日，二審判林知延及劉宗欣各拘役20天。8月7日，二審法院判決劉宗欣及所屬事務所連帶賠償吳女25萬元。
至於林知延妨害秘密罪上訴三審中。
2022年12月，據媒體報導，林知延低調再婚，迎娶小他24歲，任職勤業眾信的林俋賢。2023年兒子出生。林俋賢的父親林水龍來自醫界，亦曾擔任過衛福部醫管會執行長。